# Eddie Quillan

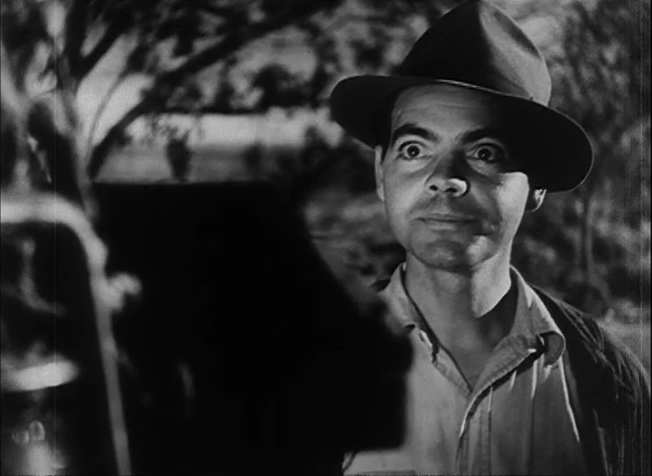
Quillan como 'Connie Rivers' en The Grapes of Wrath (1940)

Eddie Quillan (31 de marzo de 1907 – 19 de julio de 1990) fue un actor cinematográfico y televisivo de nacionalidad estadounidense, cuya carrera inició de niño en el vodevil y en el cine mudo, y que se extendió hasta los años 1980, en los que trabajó para la televisión.

## Biografía
Su nombre era Edward Quillan, y nació en Filadelfia, Pensilvania, en el seno de una familia de artistas de vodevil. Quillan debutó en escena a los siete años de edad junto a sus hermanos y sus padres, Joseph Quillan, de origen escocés, y su esposa Sarah, en un número titulado 'The Rising Generation'. A principios de los años 1920 fue llamado por el director Mack Sennett para hacer una prueba en sus estudios, siendo contratado por Sennett en 1922.
La primera actuación en el cine de Quillan llegó en 1922 con el corto cómico Up and at 'Em. Su siguiente trabajo fue en el corto de 1926 The Love Sundae, junto a la actriz Alice Day. Sus siguientes diez actuaciones (todas estrenadas en 1926) fueron en cortos cómicos protagonizados por Day. Él pasaría la mayor parte del resto de la década hacienda cortos cómicos con las actrices Ruth Taylor y Madeline Hurlock. En 1928, Quillan protagonizó la comedia A Little Bit of Everything, en la cual actuaban sus hermanos Marie, Joseph y John. Marie Quillan finalmente inició una carrera cinematográfica, y actuó una vez más junto a su hermano, en la comedia de 1929 Nosy Neighbors.  
El primer largometraje de Quillan fue la comedia dramática de 1928 Show Folks, junto a la actriz Lina Basquette, y en la misma él interpretaba a un bailarín de vodevil. El film tuvo un éxito moderado y estaba también interpretado por Carole Lombard. La gran oportunidad de Quillan (y su primer papel dramático) fue la cinta de 1929 dirigida por Cecil B. DeMille The Godless Girl. En la misma Quillan volvía a trabajar con Basquette, y estaba protagonizada por Marie Prevost y Noah Beery Esta película le facilitó ser contratado por Pathé.
Quillan fue un popular actor de reparto en la época del cine sonoro, actuando en películas desstacadas como la de 1935 Mutiny on the Bounty (con Clark Gable, Charles Laughton y Franchot Tone), la de 1939 Young Mr. Lincoln (con Henry Fonda y Alice Brady), el film de 1940 de John Ford The Grapes of Wrath (en el papel de 'Connie Rivers'), la película de 1943 Alaska Highway, y It Ain't Hay, en la que actuó junto a Abbott y Costello.
En los años 1940 Quillan actuó en seriales y en musicales y comedias de serie B. En 1948, el productor de Columbia Pictures Jules White asoció a Quillan con el veterano cómico Wally Vernon para rodar una serie de cortos cómicos. White hacía énfasis en la comedia física, y Vernon y Quillan formaron un buen equipo, rodando con entusiasmo escenas de slapstick. La serie se rodó hasta el año 1956.
Desde finales de los años 1950, Quillan empezó la transición a la televisión, y a mediados de la década siguiente actuó con frecuencia como artista invitado en shows como The Andy Griffith Show, Petticoat Junction, Perry Mason, o de The Addams Family, con cinco actuaciones en esta última producción. Actuó con regularidad en la sitcom de Anthony Franciosa Valentine's Day, desde 1964 a 1965, y desde 1968 a 1971 fue "Eddie Edson" en el drama televisivo Julia, protagonizado por Diahann Carroll.
En las décadas de 1950 y 1960, Quillan siguió actuando en el cine, aunque en papeles cada vez menos importantes. Sin embargo, tuvo una actuación notable con el papel de 'Sandy' en el film musical de 1954 dirigido por Vincente Minnelli Brigadoon, protagonizado por Gene Kelly, Van Johnson y Cyd Charisse. Quillan también hizo un papel sin créditos, el de 'Mr.Cassidy', en la película de 1969 de Gene Kelly Hello, Dolly!, con Barbra Streisand, Walter Matthau y Louis Armstrong.
En los años 1970, Quillan hizo actuaciones como artista invitado en series televisiva como Mannix, Here's Lucy, Chico and the Man y Baretta. Tras conocer y entablar amistad con el actor y director Michael Landon, hizo numerosos pequeños papeles en la popular serie Little House on the Prairie. Quillan también actuó en las series dirigidas por Landon Highway to Heaven y Father Murphy en los años ochenta. La última actuación televisiva de Quillan tuvo lugar en un episodio emitido en 1987 de la serie criminal Matlock.
Eddie Quillan falleció a causa de un cáncer en Burbank, California, en 1990. Fue enterrado en el Cementerio San Fernando Mission, en Mission Hills (Los Ángeles).

## Filmografía

### Cine

#### Años 1920
- 1926: A Love Sundae
- 1926: The Ghost of Folly
- 1926: Puppy Lovetime
- 1926: Alice Be Good
- 1926: Her Actor Friend
- 1926: The Perils of Petersboro
- 1926: Should Husbands Marry?
- 1926: Hesitating Horses
- 1926: Kitty from Killarney
- 1927: Pass the Dumplings
- 1927: The Plumber's Daughter
- 1927: Catalina, Here I Come
- 1927: The College Kiddo
- 1927: The Golf Nut
- 1927: For Sale, a Bungalow
- 1927: The Bull Fighter
- 1927: Love in a Police Station
- 1928: Show Folks
- 1929: Géraldine
- 1929: Noisy Neighbors
- 1929: The Godless Girl
- 1929: The Sophomore, de Leo McCarey.

#### Años 1930
- 1930: Night Work
- 1930: Big Money
- 1931: Sweepstakes
- 1931: The Tip-Off
- 1931: The Big Shot
- 1932: Girl Crazy
- 1933: Strictly Personal
- 1933: Broadway to Hollywood
- 1934: Hollywood Party, de Allan Dwan, Richard Boleslawski y Roy Rowland.
- 1934: Gridiron Flash
- 1935: Mutiny on the Bounty, de Frank Lloyd.
- 1936: The Gentleman from Louisiana
- 1936: The Mandarin Mystery
- 1937: London by Night
- 1937: The Big City, de Frank Borzage.
- 1938: Swing, Sister Swing
- 1939: Young Mr. Lincoln, de John Ford.
- 1939: Made for Each Other, de John Cromwell.
- 1939: The Family Next Door
- 1939: The Flying Irishman
- 1939: Hawaiian Nights
- 1939: Allegheny Uprising, de William A. Seiter

#### Años 1940
- 1940: The Grapes of Wrath, de John Ford.
- 1940: La Conga Nights
- 1940: Margie
- 1940: Dancin on a Dime
- 1940: Dark Streets of Cairo, de László Kardos.
- 1940: Where Did You Get That Girl?
- 1941: Six Lessons from Madame La Zonga
- 1941: Too Many Blondes
- 1941: The Flame of New Orleans, de René Clair.
- 1941: Flying Blind, de Frank McDonald.
- 1942: Kid Glove Killer
- 1942: Priorities on Parade, de Albert S. Rogell
- 1943: Follow the Band
- 1943: Alaska Highway
- 1943: Melody Parade
- 1943: Here Comes Kelly
- 1943: Hi'ya, Sailor
- 1943: It Ain't Hay, de Erle C. Kenton
- 1944: The Impostor - Strange Confession, de Julien Duvivier.
- 1944: Hi, Good Lookin!
- 1944: Slightly Terrific
- 1944: Twilight on the Prairie
- 1944: Dixie Jamboree, de Christy Cabanne.
- 1944: Dark Mountain
- 1944: Moonlight and Cactus, de Roscoe Arbuckle.
- 1944: The Mystery of Riverboat
- 1944: This Is the Life, de Felix E. Feist
- 1945: Jungle Queen
- 1945: Song of the Sarong
- 1945: Jungle Raiders
- 1945: Sensation Hunters, de Christy Cabanne.
- 1946: A Guy Could Change
- 1948: Crabbin' in the Cabbin
- 1949: Let Down Your Aerial

#### Años 1950
- 1950: Sideshow
- 1950: House About It
- 1951: He Flew the Shrew
- 1951: Fun on the Run
- 1952: A Fool and his Honey
- 1952: Heebie Gee-Gees
- 1954: Brigadoon, de Vincente Minnelli.
- 1955: His Pest Friend
- 1955: Nobody's Home
- 1955: He Took a Powder
- 1956: Come On Seven

#### Años 1960
- 1963: Move Over, Darling, de Michael Gordon.
- 1964: Advance to the Rear, de George Marshall.
- 1965: The Bounty Killer, de Spencer Gordon Bennet.
- 1968: Did You Hear the One About the Traveling Saleslady?.
- 1969: Angel in My Pocket, de Alan Rafkin.

#### Años 1970
- 1971: How to Frame a Figg
- 1975: The Strongest Man in the World, de Vincent McEveety.
- 1978: Mr. Too Little

### Televisión
- 1958: Richard Diamond, Private Detective
- 1958-1960 y 1962: The Real McCoys
- 1959: The Texan
- 1959: Love of the Plainsman
- 1959: The Alaskans
- 1960: 77 Sunset Strip
- 1961: Surfside 6
- 1961: 87th Precinct
- 1961: Mister Ed
- 1961: Death Valley Days
- 1961-1962 y 1966: Perry Mason
- 1962: Hennessey
- 1962: The Detectives
- 1962: Pete and Gladys
- 1962: My Three Sons
- 1962: Checkmate
- 1962: Bonanza
- 1962: The Rifleman
- 1962 y 1965: The Lucy Show
- 1963: McHale's Navy
- 1963: Hazel
- 1963: Glynis
- 1963-1964: Petticoat Junction
- 1964: No Time for Sergeants
- 1964-1965: Burke's Law
- 1964-1965: Valentine's Day
- 1964-1966: The Addams Family.
- 1966, 1968 y 1970: Daniel Boone
- 1967: El agente de CIPOL
- 1967: Batman
- 1967: It's About Time
- 1967: Cimarron
- 1967: The Big Valley
- 1967-1968: Gomer Pyle: USMC
- 1967-1969: The Guns of Will Sonnett
- 1967 y 1969: The Wild Wild West
- 1968: The Good Guys
- 1968-1971: Julia
- 1969: El virginiano
- 1970: The Mod Squad
- 1970: The Over-The-Hill Gang Rides Again
- 1970 y 1974: Here's Lucy
- 1971: Nichols
- 1971 y 1974: Gunsmoke
- 1972: Columbo
- 1972: Adam-12
- 1972: The F.B.I.
- 1972: The Judge and Jake Wyler
- 1973: She Lives!
- 1973: GriFF
- 1973-1975: Mannix
- 1973, 1976-1977: Police Story
- 1974: Hitchhike!
- 1974: Melvin Purvis G-MAN
- 1975: Lucas Tanner
- 1975: Harry and Maggie
- 1976: Petrocelli
- 1976: The Streets of San Francisco
- 1977: Chico and the Man
- 1977: The Banana Company
- 1977: La mujer policía
- 1977: Mad Bull
- 1977,1979-1980, 1982-1983: The House on the Prairie.
- 1979: The Darker Side of Terror
- 1980: The Jeffersons
- 1980: For the Love of It
- 1982: Father Murphy
- 1982: Here's Boomer
- 1984 y 1986: Highway to Heaven
- 1985: Hell Town
- 1986: Luz de luna
- 1986: The A-Team
- 1987: Matlock